# Halterofilismo nos Jogos Olímpicos de Verão da Juventude de 2014 - Até 69 kg masculino
As provas de halterofilismo na categoria até 69 kg para rapazes nos Jogos Olímpicos de Verão da Juventude de 2014 decorreram a 19 de agosto de 2014 no Centro Internacional de Exposições de Nanquim, na China. O búlgaro Bojidar Andreev foi campeão, seguido pelo russo Viacheslav Iarkin, que conquistou a prata, enquanto o colombiano Andres Caicedo ficou o bronze.

## Medalhistas
| Ouro   | RUS Dimitrov Andreev  |
| Prata  | BUL Viacheslav Iarkin |
| Bronze | COL Andres Caicedo    |

## Resultados
| Pos.              | Nome                       | Peso corporal | Arranque (kg) | Arranque (kg) | Arranque (kg) | Arranque (kg) | Arremesso (kg) | Arremesso (kg) | Arremesso (kg) | Arremesso (kg) | Total (kg) |
| Pos.              | Nome                       | Peso corporal | 1             | 2             | 3             | Res.          | 1              | 2              | 3              | Res.           | Total (kg) |
| ----------------- | -------------------------- | ------------- | ------------- | ------------- | ------------- | ------------- | -------------- | -------------- | -------------- | -------------- | ---------- |
| Medalha de ouro   | BUL Bojidar Andreev        | 68,65         | 125           | 130           | 133           | 133           | 157            | 162            | 167            | 167            | 300        |
| Medalha de prata  | RUS Viacheslav Iarkin      | 68,24         | 127           | 132           | 134           | 134           | 155            | 160            | 162            | 160            | 294        |
| Medalha de bronze | COL Andrés Caicedo         | 68,38         | 125           | 130           | 132           | 132           | 150            | 153            | 158            | 158            | 290        |
| 4                 | KAZ Mikhail Makeyev        | 68,75         | 125           | 125           | 125           | 125           | 153            | 166            | 166            | 153            | 278        |
| 5                 | VEN Wilson Magallanes      | 68,62         | 115           | 120           | 120           | 115           | 140            | 145            | 153            | 153            | 268        |
| 6                 | ROU Marius Petrache        | 68,46         | 122           | 126           | 128           | 122           | 140            | 145            | 150            | 145            | 267        |
| 7                 | PER Óscar Terrones         | 67,67         | 105           | 109           | 112           | 112           | 137            | 143            | 148            | 148            | 260        |
| 8                 | GER Marcus Sadey           | 65,40         | 100           | 105           | 108           | 105           | 127            | 133            | 137            | 137            | 242        |
| 9                 | DOM Luis Castillo Martinez | 68,08         | 108           | 108           | 110           | 110           | 127            | 132            | 135            | 132            | 242        |
| 10                | NZL Cameron McTaggart      | 68,44         | 107           | 107           | 111           | 107           | 125            | 128            | 131            | 131            | 238        |
| 11                | AUS Aydan McMahon          | 67,83         | 95            | 100           | 103           | 100           | 116            | 121            | 125            | 121            | 221        |
| 12                | KEN Evans Sikoto           | 67,70         | 78            | 83            | 90            | 83            | 102            | 106            | 110            | 106            | 189        |